# Helius mouensis
Helius mouensis är en tvåvingeart som beskrevs av Alexander 1948. Helius mouensis ingår i släktet Helius och familjen småharkrankar. Inga underarter finns listade i Catalogue of Life.